# Thüringer Fachhochschule für öffentliche Verwaltung

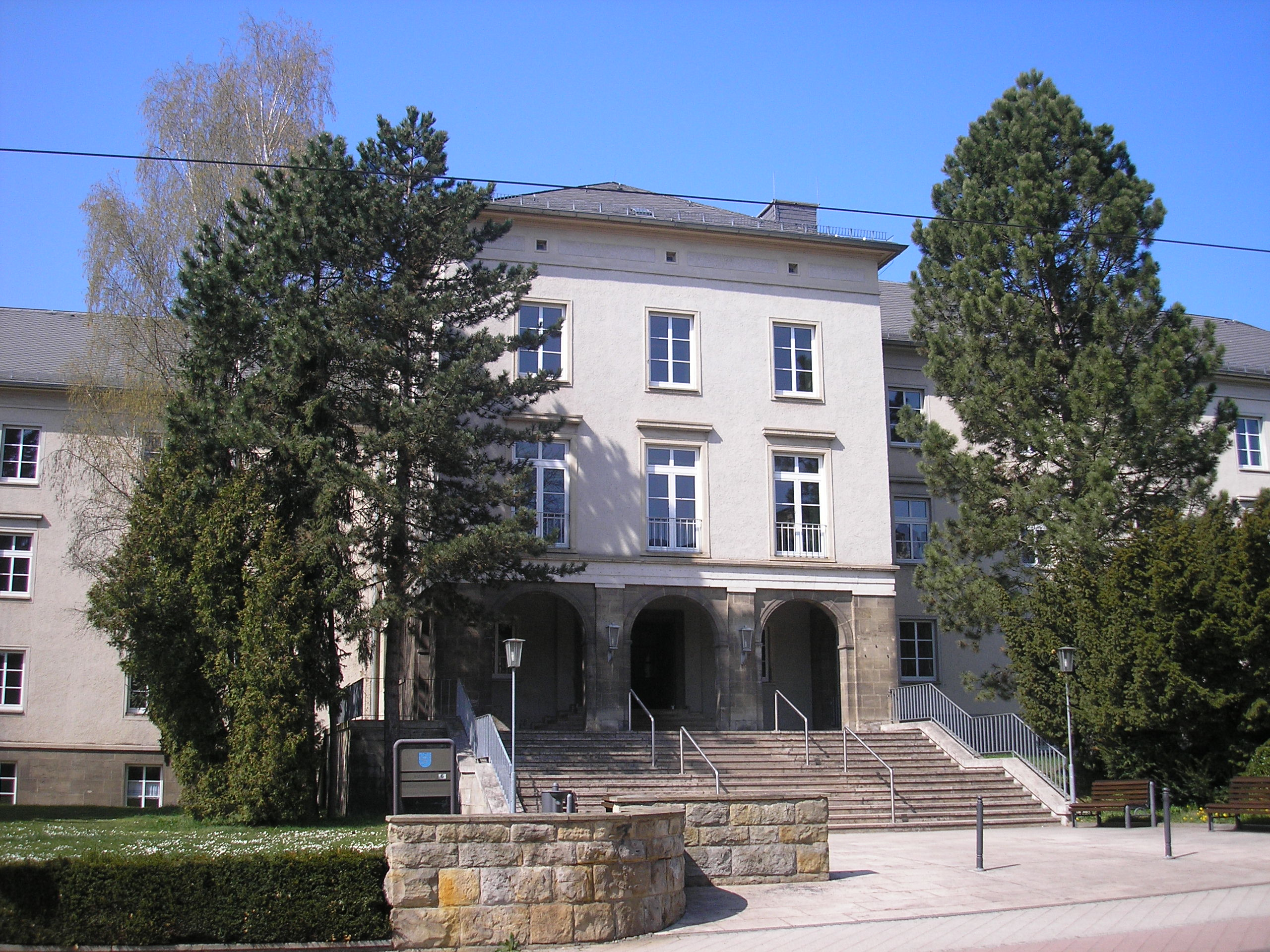
Gebäude der Hochschule in Gotha

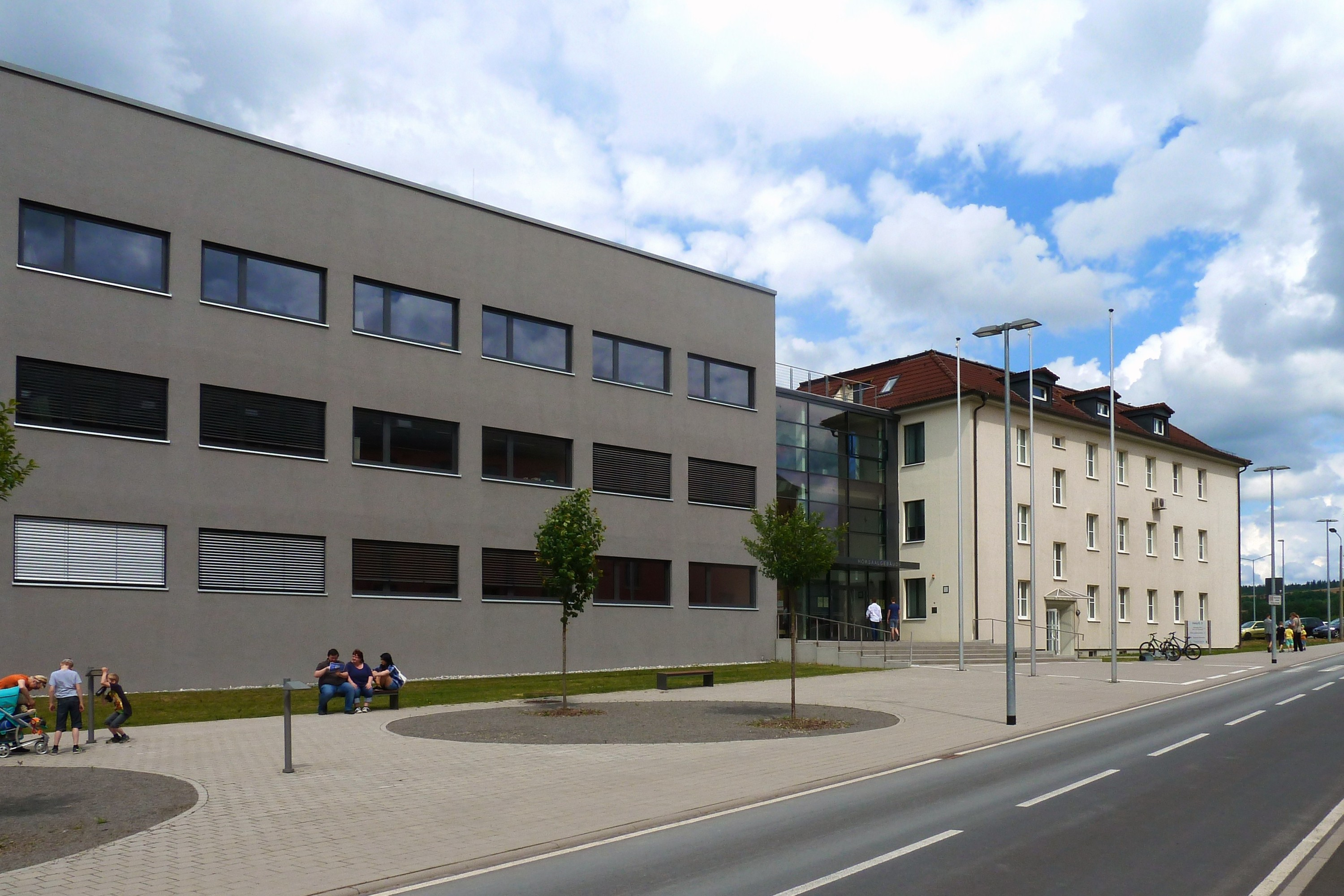
Fachbereich Polizei in Meiningen

Die Thüringer Fachhochschule für öffentliche Verwaltung (Thüringer VFHS) ist eine verwaltungsinterne, nicht rechtsfähige Einrichtung des Freistaates Thüringen. Die Fachhochschule wurde im April 1994 durch Gesetz errichtet, untersteht der Aufsicht des Innenministeriums und hat ihren Sitz in Gotha.
Aufgabe der Fachhochschule ist die Ausbildung von Beamten des gehobenen Dienstes. Ihr Studienangebot richtet sich daher ausschließlich an beamtenrechtliche Laufbahnbewerber für den gehobenen nichttechnischen Verwaltungsdienst und an Aufstiegsbeamte aus dem mittleren Dienst. Außerdem beteiligt sich die Fachhochschule an den Fortbildungsveranstaltungen für die Bediensteten des Freistaates sowie an speziellen Forschungs- und Entwicklungsprojekten.

## Fachbereiche und Studienorte
Die Thüringer Fachhochschule für öffentliche Verwaltung besteht aus den drei Fachbereichen:
- Fachbereich Kommunalverwaltung und staatliche allgemeine Verwaltung (KSAV) in Gotha
- Fachbereich Steuern in Gotha
- Fachbereich Polizei in Meiningen

Die Fachbereiche KSAV und Steuern gehören zum Organisationsverbund des Bildungszentrum der Thüringer Landesverwaltung in Gotha und nutzen dementsprechend dessen Einrichtungen. Der Fachbereich Polizei gehört zum Bildungszentrum der Thüringer Polizei.

## Organisation
Die Fachhochschule hat eine organschaftliche Verfassung mit einem Rektor und den Fachbereichsleitern. Fachbereichsleiter des Fachbereiches Kommunalverwaltung und staatliche allgemeine Verwaltung ist Robert Klüsener, der zugleich auch Rektor der VFHS ist. Der Fachbereich Steuern wird von Hendrik Hintze geleitet. Leiterin des Fachbereichs Polizei ist Heike Langguth.
Ferner existieren die Kollegialorgane Senat und in jedem Fachbereich ein Fachbereichsrat, in welche jeweils Mitglieder aus der Studierendenschaft, der Lehrkräfte und des Verwaltungspersonals gewählt werden.

## Studium
Das Studium wird grundsätzlich in einem Beamtenverhältnis auf Widerruf durchgeführt. Nach bestandener Laufbahnprüfung und bei entsprechender Übernahme kann dieses Beamtenverhältnis auf Probe und anschließend auf Lebenszeit fortgesetzt werden.
Fachbereich Kommunalverwaltung und staatliche allgemeine Verwaltung (KSAV)
Am Fachbereich für die allgemeine Verwaltung werden auf Grundlage der Thüringer Ausbildungs- und Prüfungsordnung für die Laufbahn des gehobenen nichttechnischen Dienstes in der Kommunalverwaltung und der staatlichen allgemeinen Verwaltung (ThürAPOgD) die Verwaltungsbeamten für den Freistaat und die Kommunen ausgebildet. Der Vorbereitungsdienst setzt sich zusammen aus abwechselnden Phasen von fachtheoretischen Studien an der VFHS und fachpraktischen Studien im Rahmen von Praktika in den Ausbildungsbehörden. Vermittelt wird vor allem Verwaltungsrecht, aber auch Staats- und Verfassungsrecht, Zivilrecht, Verwaltungswissenschaften und Wirtschaftswissenschaften. Das Studium schließt mit dem Grad Diplom-Verwaltungswirt/in (FH) (Dipl.-Verww. (FH)) ab.
Fachbereich Steuern
Das Studium am Fachbereich Steuern verläuft ähnlich dem am Fachbereich KSAV. Grundlage hierfür ist das Steuerbeamten-Ausbildungsgesetz (StBAG) und die zugehörige Ausbildungs- und Prüfungsordnung (StBAPO). Inhalte sind in erster Linie Fächer des Steuerrechts, aber auch des sonstigen öffentlichen Rechts, sowie der Wirtschaftswissenschaften. Die Ausbildung am Fachbereich Steuern schließt mit dem Grad Diplom-Finanzwirt/in (FH) (Dipl.-Finw. (FH)) ab.
Fachbereich Polizei
Die Ausbildung am Fachbereich Polizei besteht für Direktbewerber aus einem dreijährigen BA-Studium. Praxisaufsteiger studieren in einem zweijährigen BA-Studiengang. Das Studium umfasst auch hier fachwissenschaftliche und fachpraktische Studienzeiten. Grundlage ist die Thüringer Ausbildungs- und Prüfungsordnung für den gehobenen Polizeivollzugsdienst (ThürAPOPolgD). Das Studium schließt hier mit dem Grad Bachelor of Arts (B.A.) ab.